# Harald Krüger (Manager)

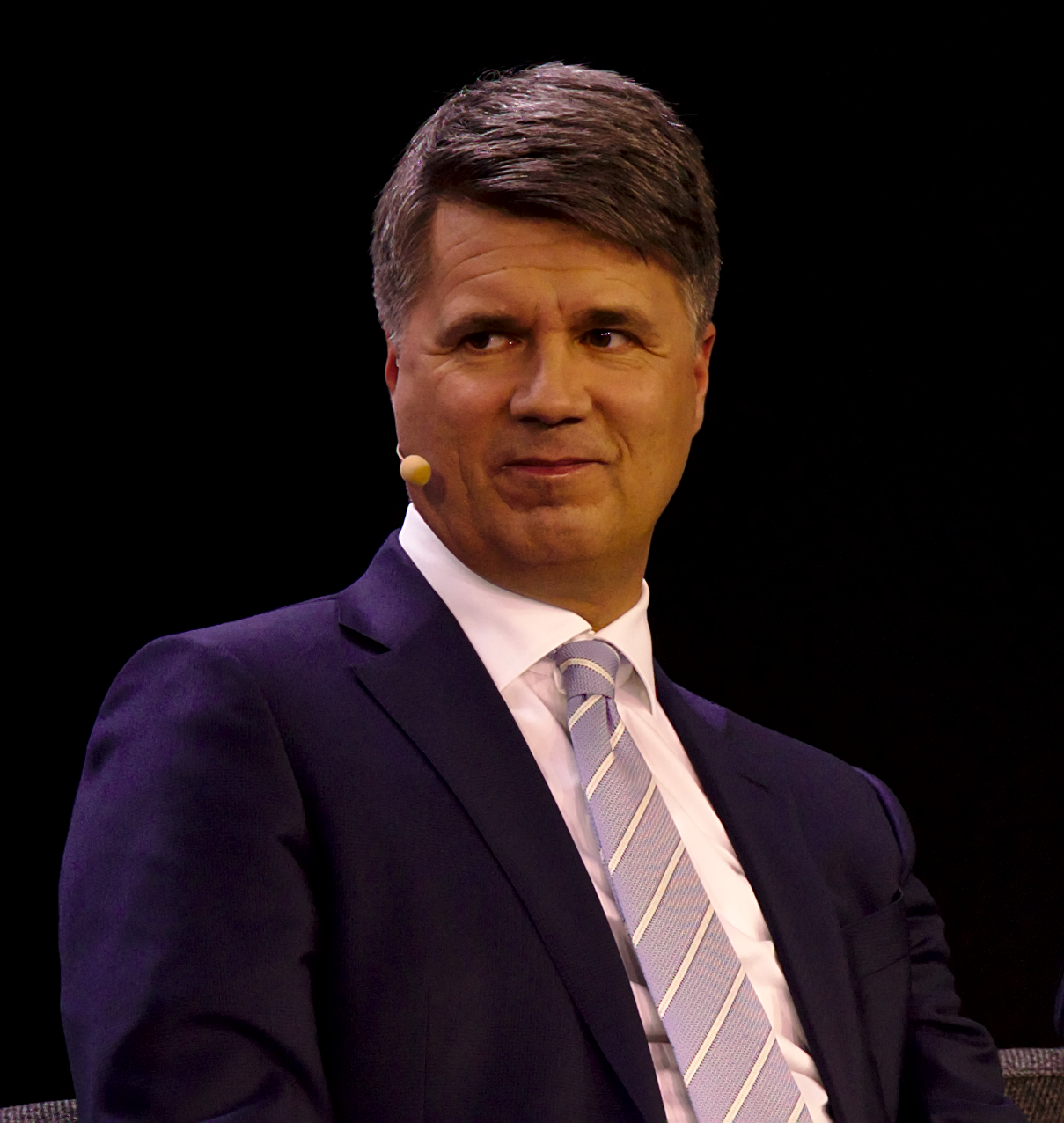
Harald Krüger auf dem Genfer Auto-Salon 2018

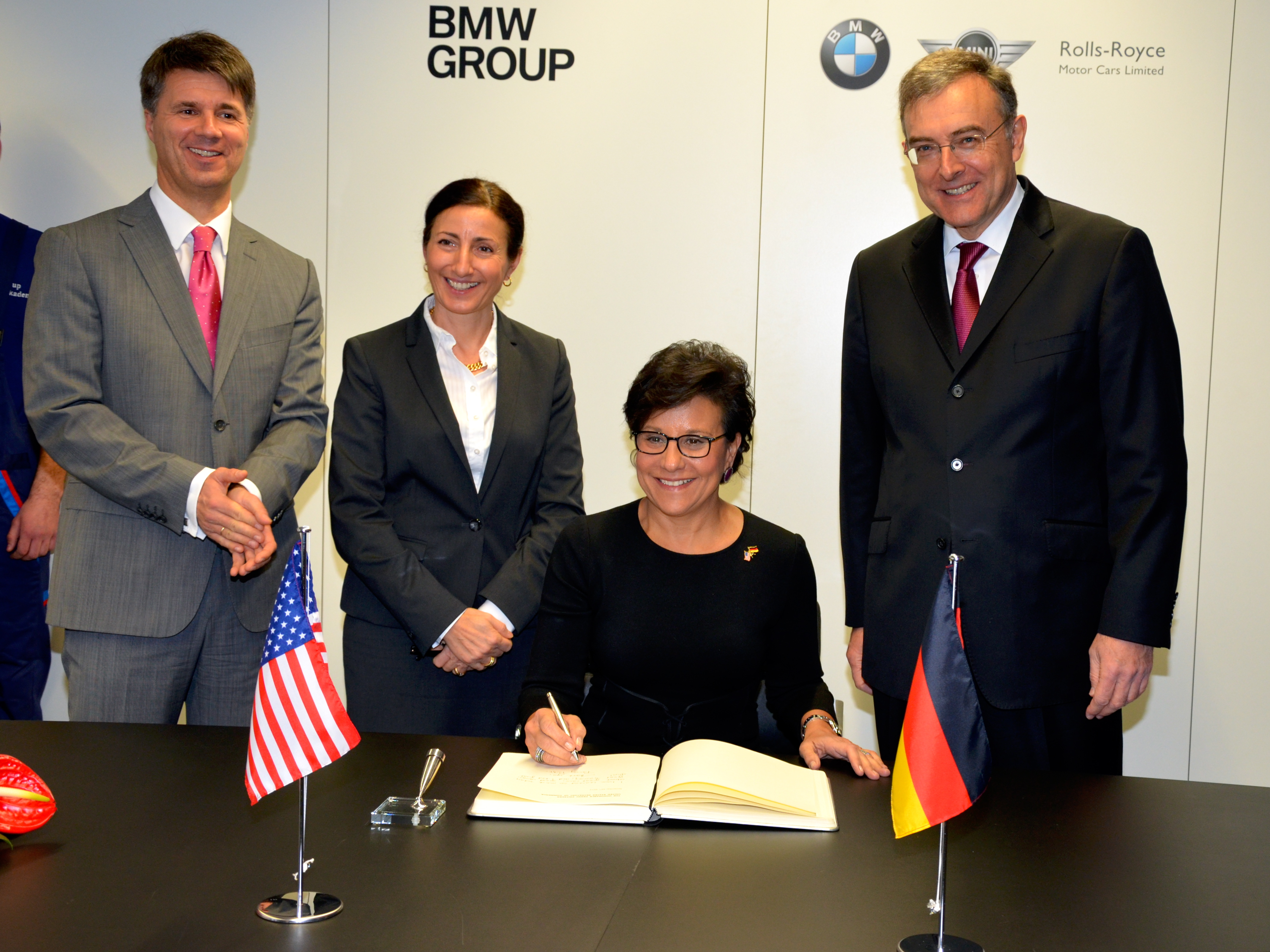
Von links: Harald Krüger, Milagros Caiña Carreiro-Andree, US-Handelsministerin Penny Pritzker, und Norbert Reithofer (2013)

Harald Krüger (* 13. Oktober 1965 in Freiburg im Breisgau) ist ein deutscher Ingenieur und Manager und war von 2015 bis 15. August 2019 Vorstandsvorsitzender der BMW AG. Aktuell ist er Mitglied des Aufsichtsrats bei der Deutschen Telekom und Lufthansa.

## Leben und berufliche Laufbahn
Nach dem Abitur 1984 an der Hoffmann-von-Fallersleben-Schule in Braunschweig studierte er Maschinenbau an der Technischen Universität Braunschweig (Grundstudium) und der RWTH Aachen (Hauptstudium) und machte 1991 sein Examen (Dipl.-Ing. Maschinenbau). Von 1991 bis 1992 war er Forschungsassistent am „Institut für Dynamik der Flugsysteme“ des Deutschen Zentrums für Luft- und Raumfahrt in Oberpfaffenhofen.
1992 begann er bei der BMW AG als Trainee im Bereich „Technische Planung/Produktion“. Von 1993 bis 1995 war er Projektingenieur im Aufbau des BMW-Werks Spartanburg im US-Bundesstaat South Carolina. Von 1995 bis 1997 war er Personalreferent für den Versuchsfahrzeugbau im Münchner „Forschungs- und Innovationszentrum“ (FIZ). Von 1997 bis 2000 oblag Krüger die Abteilungsleitung „Strategische Produktionsplanung“. 2000 wurde er zum Hauptabteilungsleiter „Produktionsstrategien und Kommunikation“ berufen. Ab 2003 leitete er die Motorenproduktion im britischen BMW-Werk Hams Hall. 2007 bis 2008 war Krüger Leiter des Bereichs „Technische Integration“.
Zum 1. Dezember 2008 wurde Krüger als Verantwortlicher für das Ressort Personal- und Sozialwesen in den BMW-Vorstand berufen; am 1. Juli 2012 ging dieses Ressort auf Milagros Caiña Carreiro-Andree über. Ab dem 1. Juli 2012 übernahm er im Vorstand die Verantwortung für Mini, BMW Motorrad, Rolls-Royce und Aftersales BMW Group. Zum 1. April 2013 wurde er Vorstand für den Bereich Produktion.
Krüger wurde mit Ende der Hauptversammlung am 13. Mai 2015 Vorsitzender des Vorstands der BMW AG.
Am 5. Juli 2019 gab Krüger bekannt, seinen im April 2020 ablaufenden Vertrag als Vorstandschef von BMW nicht zu verlängern. Nach anderen Presseberichten geschah dies vor dem Hintergrund, dass der Aufsichtsrat nicht bereit war, seinen auslaufenden Vertrag zu verlängern. Zum 15. August 2019 schied Krüger aus dem Vorstand der BMW AG aus.
Einer Untersuchung des Börsenmagazins Der Aktionär zufolge weist Krüger mit Blick auf die Aktienkursentwicklung eine der schlechteren Bilanzen aller DAX-CEOs auf. Zwischen dem Tag seiner Berufung zum Vorstandsvorsitzenden und der Ankündigung seines Rückzugs hat die Aktie der BMW AG 6,4 % pro Jahr an Wert eingebüßt. Unter seinem Vorgänger Norbert Reithofer war der Kurs hingegen um 13,9 % pro Jahr gestiegen.
Er sitzt im Aufsichtsrat der Deutsche Telekom AG und der Lufthansa AG.